# Канчела, Нельсон
Не́льсон Канче́ла (исп. Nelson Cancela; род. 21 октября 1929, Монтевидео) — уругвайский футболист, игравший на позиции нападающего. В составе национальной сборной провёл 3 матча.

## Карьера
Канчела начинал карьеру футболиста на родине в клубе «Серро». В 1956 году он приехал в Италию и стал игроком «Аталанты», выступавшей в Серии А. Официальный дебют уругвайца состоялся 18 ноября 1956 года во встрече с «Ювентусом», которая закончилась нулевой ничьей. Всего же в сезоне 1956/57 уругвайский футболист сыграл в составе чёрно-синих 9 матчей и забил 1 гол. В том сезоне «Аталанта» финишировала на 14 месте, набрав одинаковое количество очков с «Ромой». Игрок из Уругвая не оправдал надежд: он не смог заменить в нападении датчанина Поула Расмуссена, завершившего карьеру годом ранее. В 1957 году Канчела вернулся на родину, сыграл один сезон за «Пеньяроль», после чего прекратил заниматься футболом.
Нельсон Канчела с 1950 по 1952 годы принял участие в трёх играх сборной Уругвая. В апреле 1950 года он сыграл два матча против команды Чили, а 16 апреля 1952 года он вышел на поле во встрече с бразильцами.